# Brachyrhopala semifilata
Brachyrhopala semifilata är en tvåvingeart som först beskrevs av Walker 1862.  Brachyrhopala semifilata ingår i släktet Brachyrhopala och familjen rovflugor. Inga underarter finns listade i Catalogue of Life.